# P·A·L
P·A·L ist ein deutsches Musikprojekt von Christian Pallentin (* 11. Mai 1966), das bei den deutschen Plattenlabels Hymen Records and Ant-Zen zahlreiche Alben veröffentlicht hat. Stilistisch  bewegt sich die Musik von Rhythm ’n’ Noise bis Ambient.
Charakteristisch für P·A·L in den Anfangsjahren war der Einsatz von Sprachsamples propagandistischer Tondokumente aus der Zeit der DDR, etwa über die „bahnbrechende Schicht“ Adolf Henneckes in Shiftwork (1994) oder des Massengelöbnisses der FDJ-Jungpioniere in Gelöbnis (1995).
P·A·L gab bisher mehr als 70 Konzerte in Europa und USA, u. a. auf dem Wave-Gotik-Treffen (1996, 2001, 2002), dem Amphi Festival 2007 und dem Maschinenfest (1999, 2001, 2006, 2008).

## Diskografie

### Alben
- 1995: Signum (u. a. mit dem Stück „Gelöbnis“)
- 1997: M@rix
- 1997: After-hour Sounds, LP
- 2000: Release
- 2004: Retro
- 2006: Modus

### Sonstiges
- Concrete Rage, 1993, Tape
- Plugged/Live, 1994, Tape (u. a. mit dem Stück „Shiftwork“)
- Consent, 1994, 7”
- Initiation, 1995, Tape
- Sacred Women, 1995, MCD
- Reel, 1996, MCD
- Deutsch NeP·A·L, 1996, 7” (zusammen mit Deutsch Nepal)
- Remote, 1997, 7”
- M@rmx, 1998, LP
- Play at 2:00 A.M., 1999, 12”
- Untitled (mit Ah-Cama Sotz), 1999, 7”
- Special Edition, 2000, 3”-CD
- Live at 2:00 A.M., 2002, CD